# Riccordia bicolor
Riccordia bicolor là một loài chim trong họ Chim ruồi.